# Никуляне
Никуляне или Никуляни (на македонска литературна норма: Никуљане) е село в Северна Македония, в община Старо Нагоричане.

## География
Селото е разположено в областта Средорек в източните склонове на планината Руен. На 2 километра от селото се намира Забелският манастир „Успение Богородично“ („Света Богородица Забел“). Разположено е на надморска височина от 580 m. Граничи с Челопек на североизток, Четирце на запад, Старо Нагоричане на югоизток.

## История
В края на XIX век Никуляне е българско село в Кумановска каза на Османската империя. Според статистиката на Васил Кънчов („Македония. Етнография и статистика“) от 1900 г. Никуляни е населявано от 560 жители българи християни.
Около 1900 година на темелите на средновековна църква е построена църквата „Свети Илия“.
Цялото християнско население на селото е сърбоманско под върховенството на Цариградската патриаршия. Според патриаршеския митрополит Фирмилиан в 1902 година в селото има 73 сръбски патриаршистки къщи. По данни на секретаря на Българската екзархия Димитър Мишев („La Macédoine et sa Population Chrétienne“) в 1905 година в Никуляни има 560 българи патриаршисти сърбомани и в селото функционира сръбско училище.
В учебната 1907/1908 година според Йован Хадживасилевич в селото има патриаршистко училище.
По време на Първата световна война Никуляни е част от Четирска община и има 640 жители.
Според преброяването от 2002 година селото има 210 жители.
| Националност     | Всичко |
| северномакедонци | 5      |
| албанци          | 0      |
| турци            | 0      |
| роми             | 0      |
| власи            | 0      |
| сърби            | 205    |
| бошняци          | 0      |
| други            | 0      |

## Личности
- Тоде Илич (1943-2014), югославски политик и кмет на Куманово